# تاك واه ماك
تاك واه ماك (بالإنجليزية: Tak Wah Mak، وبالصينية: 麥德華) ـ (ولد في الصين في 4 أكتوبر 1946) هو باحث طبي وعالم وراثة وأورام وكيمياء حيوية كندي، صيني المولد. اشتهر على نطاق واسع لاكتشافه مستقبل خلية تي، ولأبحاثه الرائدة في مجال علم الوراثة المناعي. شملت اهتماماته البحثية أيضًا الكيمياء الحيوية وعلم المناعة وعلم وراثة السرطان.
حصل ماك على جائزة الملك فيصل العالمية في الطب سنة 1416 هـ/1995 م، كما حصل على وسام أونتاريو سنة 2007.